# Kidō Keiji Jiban
Kidō Keiji Jiban (jap. 機動刑事ジバン Kidō Keiji Jiban; ang. Mobile Detective Jiban, pol. Zmotoryzowany Detektyw Jiban) – japoński serial tokusatsu wyprodukowany przez Toei Company. Należy do cyklu Metalowi herosi, jest jego ósmą częścią. Jiban zalicza się jako drugi do działu o nazwie herosi-cyborgi. Emitowany w latach 1989-1990 na kanale TV Asahi, serial liczył 52 odcinki. W dużej mierze seria była wzorowana na amerykańskim filmie Robocop, stąd Jiban jest czasem nazywany "japońskim Robocopem".

## Fabuła
Niezdarny, świeżo upieczony policjant Naoto Tamura zostaje podczas służby zabity przez agenta organizacji mutantów zwanej Bioron. Doktor Kenzō Igarashi, który był odpowiedzialny za powstanie owych mutantów, postanawia wskrzesić Naoto jako policjanta-cyborga zwanego Jibanem. Od tej pory celem tego młodego człowieka jest pokonanie Bioron, który zagraża światu, jak i jego przybranej siostrze Mayumi.  

## Bohaterowie
- Naoto Tamura/Jiban – zatrudnił się w policji, lecz potem zginął zamordowany przez agenta Bioronu – organizacji przestępczej kierowanej przez Doktora Pięść. Został ponownie przywrócony do życia, ale z lepszym szkieletem.

- Mayumi Igarashi – mała dziewczynka, która jako jedyna zna prawdziwą tożsamość Jibana. Nazywa Naoto jej starszym bratem.
- Shizue i Shinichi Igarashi – rodzice Naota i Mayumi, porwani przez Bioron.
- Yōko Katagiri – partnerka Naoto'a, nie wie, że on to Jiban.
- Harry – komputer Naoto'a. Zginął, kiedy baza Jibana eksplodowała.

## Obsada
- Naoto Tamura/Jiban: Shōhei Kusaka
- Mayumi Igarashi: Konomi Mashita
- Doktor Igarashi: Hajime Izu
- Yōko Katagiri: Michiko Enokida
- Ryū Hayakawa: Ryōhei Kobayashi (także Fumiya Hoshikawa/Five Czarny w Fiveman)
- Seiichi Yanagida: Akira Ishihama
- Doktor Giba: Leo Meneghetti (cielesna postać), Shōzō Iizuka (głos)
- Marsha: Ami Kawai (także Lamie w Zyuranger)
- Karsha: Akemi Kogawa